# Ahlhorner Fischteiche
Ahlhorner Fischteiche wird ein 465 ha großes Naturschutzgebiet (Amtliches Kennzeichen: NSG WE 216) im Westen des Naturparks Wildeshauser Geest in Niedersachsen genannt, das sich beiderseits der Lethe am südwestlichen Rand des Landkreises Oldenburg und am östlichen Rand des Landkreises Cloppenburg befindet. Die Teiche des NSG Ahlhorner Fischteiche liegen auf den Gebieten der Gemeinden Großenkneten und Emstek. Sie bilden einen Teil des Fauna-Flora-Habitat-Gebiets 012 („Sager Meer, Ahlhorner Fischteiche, Lethetal“) der Europäischen Union. Ein kleiner, westlich der Lethe gelegener Abschnitt im Nordwesten des NSG gehört zur Gemeinde Garrel im Landkreis Cloppenburg.

## Geschichtliche Entwicklung
Das Großherzogtum Oldenburg war um 1900 das einzige Land im Deutschen Reich, das nicht Mitglied im Deutschen Fischereiausschuss war und daher auch keine Mittel des Reiches zur Förderung der Binnenfischerei erhielt. In der Sager Heide befanden sich damals größere Heide- und Ödlandflächen über Sand, die keinen oder nur geringen Ertrag abwarfen und sich im Besitz des Landeskulturfonds befanden. Ihre günstige Lage und nahezu neutrale Wasserqualität der das Gebiet streifenden Lethe boten die Voraussetzung zur Anlage von Fischteichen. Nachdem 1884 ein erster Teich, der „Rüdersee“, in einer quelligen Bodensenke angelegt worden war, wurde 1898 der Fischwirtschaftsmeister Riggert, Verwalter der Oeseder Fischzuchtanstalt, beauftragt, ein Gutachten zu erstellen, wo im Großherzogtum Oldenburg eine Teichwirtschaft angelegt werden könnte. Vom 19. bis 24. Dezember 1898 bereiste Riggert mit einer Abordnung das Großherzogtum. Die Kommission entschied sich für Ahlhorn. Bis 1901 wurden am „Katzenkopf“, südwestlich der Lethe, an der Straße nach Beverbruch und in der Sager Heide Teiche angelegt. Die Hauptbauphase erfolgte zwischen 1906 und 1929. Nach der Fertigstellung umfasste das Projekt 54 Teiche mit einer Wasserfläche von 200,5 ha. Heute werden aufgrund von Wassermangel nur noch um die 35 Teiche mit einer Wasserfläche von ca. 120 ha bewirtschaftet.
1984 wurde das Gebiet der Teichwirtschaft zum Vogelschutzgebiet erklärt. Dieser Status wurde ihm allerdings 2000 wieder aberkannt. Seit 1993 steht das Gebiet „Ahlhorner Fischteiche“ unter Naturschutz. Im selben Jahr wurde die Teichwirtschaft durch Beschluss der Niedersächsischen Denkmalschutzbehörde als „Wasserbauliches Kulturdenkmal“ geschützt.

## Naturräumliche Gliederung
Die größten Teiche sind (von Westen nach Osten) der Schwanensee, der Schilfteich, der Kirchsee, der Helenensee und der Hubertusteich. Etwas südlich von diesen Teichen liegen im östlichen Teil des Staatsforstes Baumweg der Große und der Kleine Dianasee, bei denen es sich allerdings um natürliche Gewässer handelt. Sie sind nicht Teil der Ahlhorner Fischteiche. Die Teiche sind in Mischwälder eingebettet. Sie werden von der Lethe, die das Naturschutzgebiet durchfließt und ein linker Nebenfluss der Hunte ist, mit Wasser gespeist. Im Gebiet der Ahlhorner Fischteiche wird die Lethe von vier Staustufen unterbrochen, die als Speicher zur Wasserversorgung dienen. Die Teiche liegen auf unterschiedlichem Höhenniveau und sind durch ein Netz von Kanälen miteinander und mit der Lethe verbunden. Ihr Wasser kann durch mechanische Vorrichtungen abgelassen und wieder aufgefüllt werden.

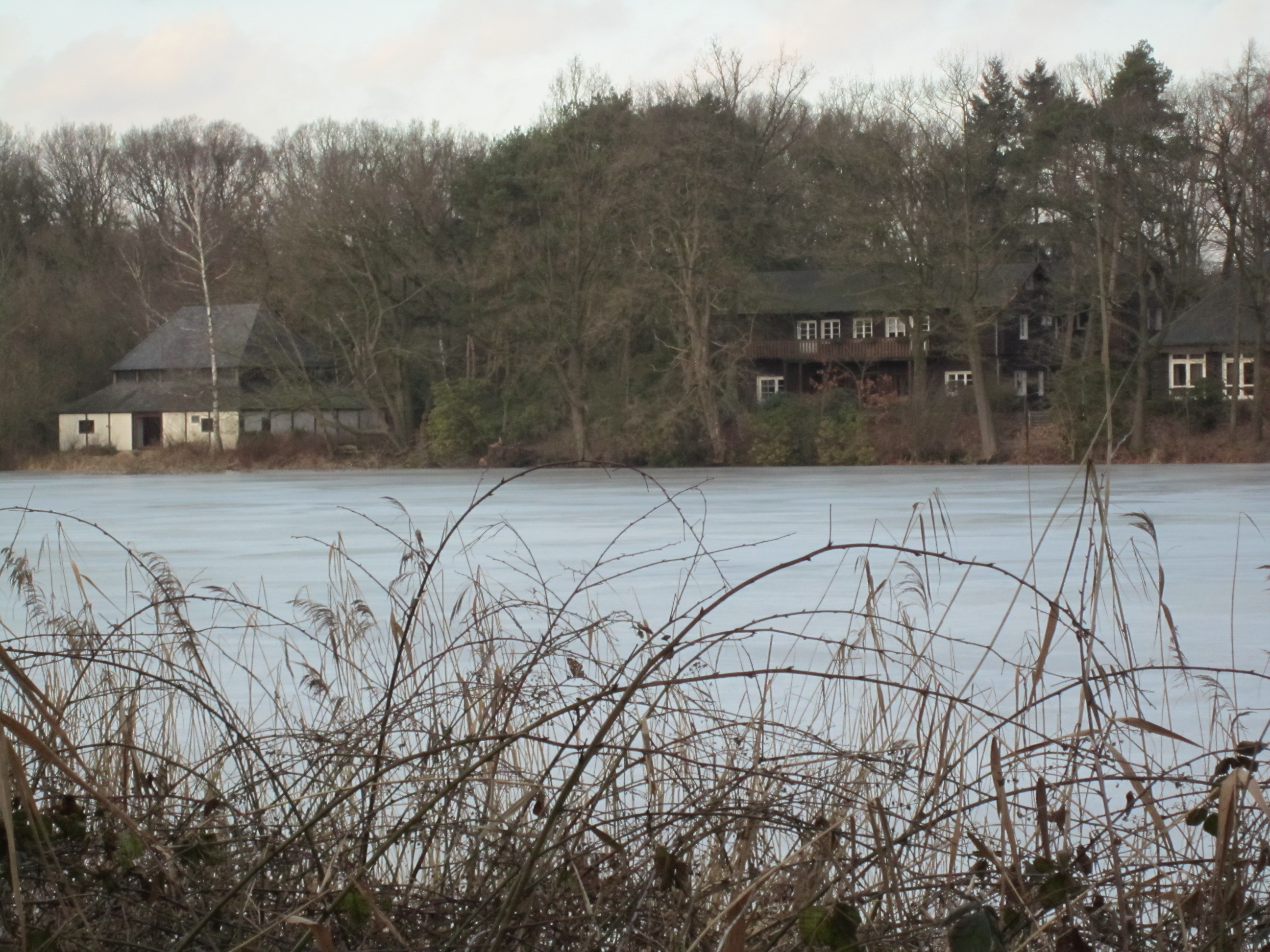
Kirchsee mit St. Petri-Kapelle und Gebäuden des Blockhaus-Komplexes
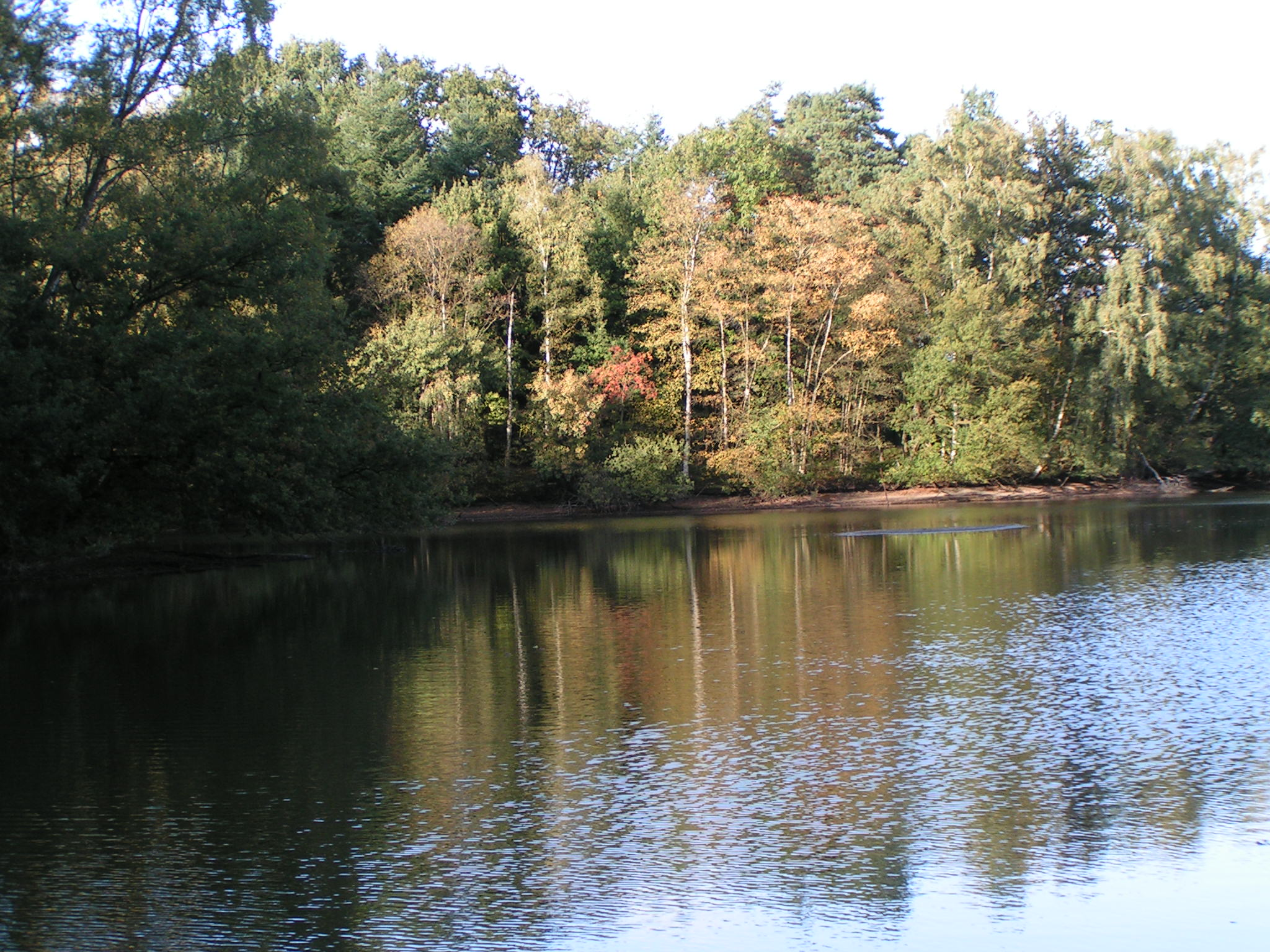
Helenensee mit angrenzendem Mischwald
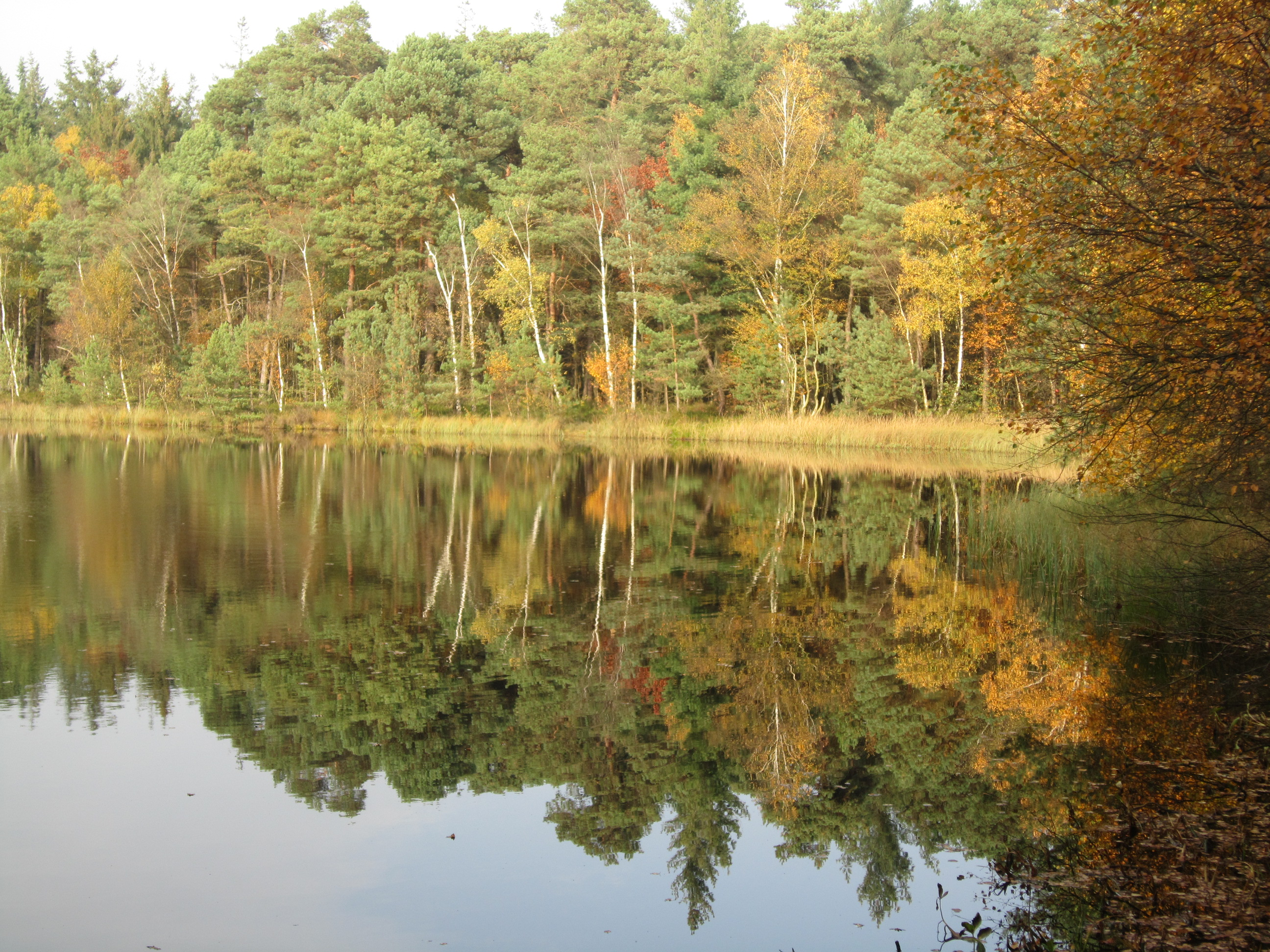
Dianasee im östlichen Abschnitt des Staatsforstes Baumweg
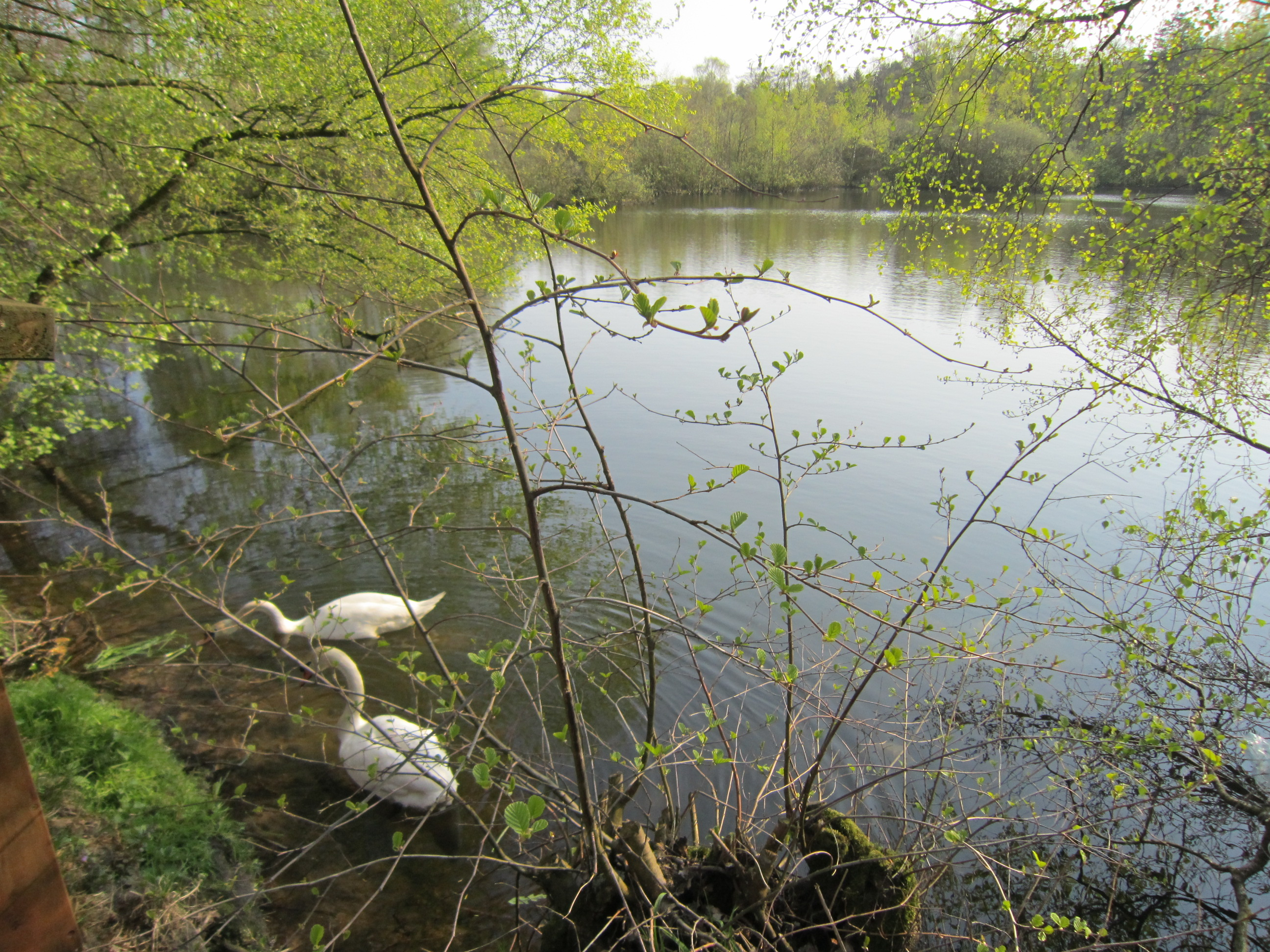
Staustufe der Lethe oberhalb des Dianawegs

## Findlingsanlage
Im Naturschutzgebiet befindet sich die Findlingsanlage „12 Apostel“, ein Naturdenkmal. Was es mit den nur wenig aus der Erde schauenden großen Findlingen auf sich hat, ist bis heute nicht genau geklärt. 1950 wurde vermutet, dass es sich um einen Kultplatz der ausgehenden Steinzeit oder der älteren Bronzezeit handele.

## Wirtschaftliche Nutzung

### Fischereiwirtschaft

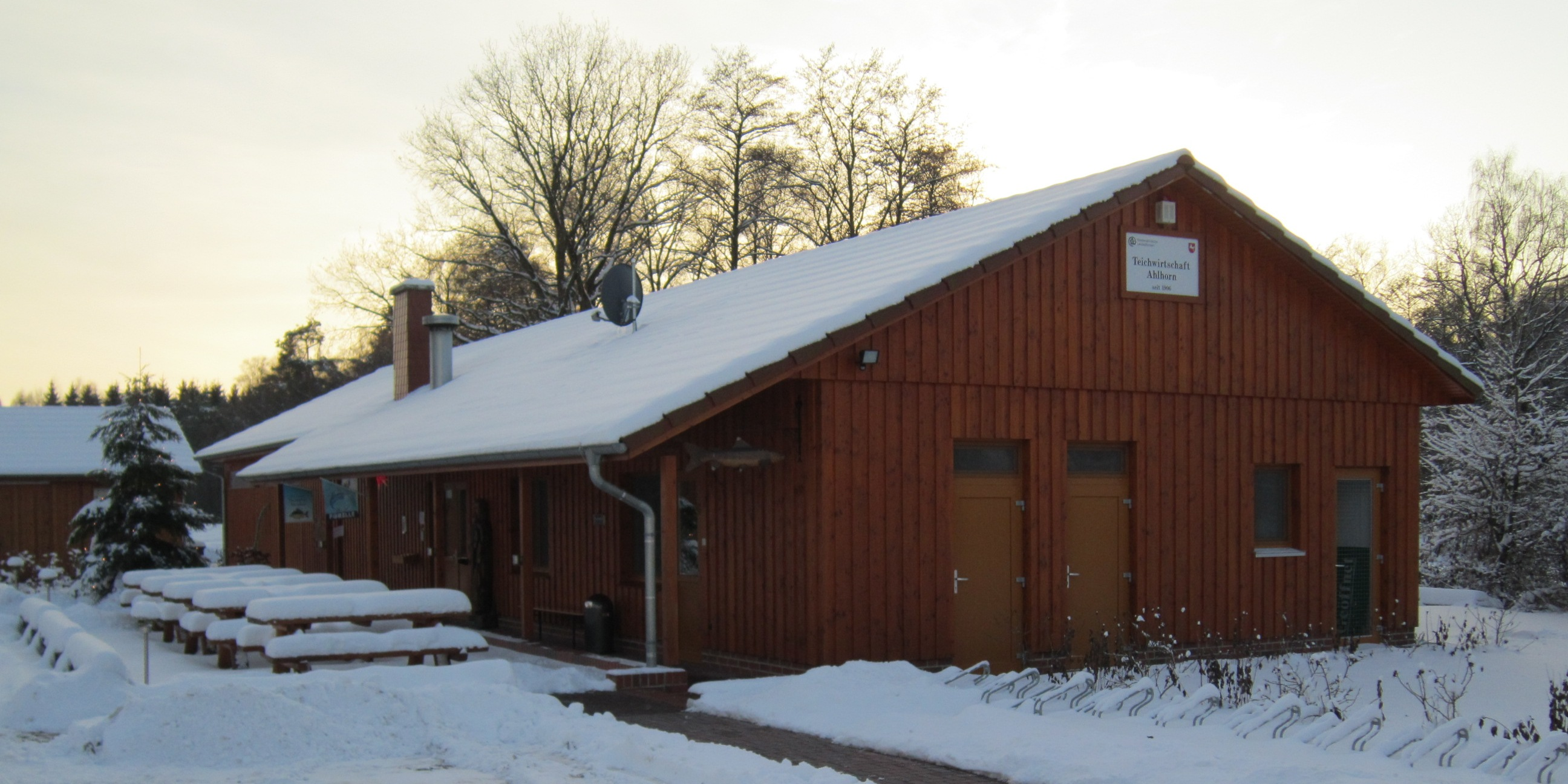
Hofladen der Staatlichen Teichwirtschaft Ahlhorn

1907 wurde der reguläre Betrieb der Staatlichen Teichwirtschaft aufgenommen. 1931 wurde sie dem Forstamt Ahlhorn zugeschlagen, von dem sie heute einen Betriebsteil bildet. Zur Teichwirtschaft gehört ein umfangreicher, unter Denkmalschutz stehender Gebäudekomplex.
Die Teiche werden regelmäßig angestaut, abgelassen und bei Bedarf auch entschlammt und entkrautet. Da nach dem Abfischen im Herbst nur noch etwa 15 Prozent der Teiche wasserbespannt sind, sind die übrigen Teichböden in kalten Wintern dem Frost ausgesetzt, erst im Frühjahr werden die anderen Teiche wieder geflutet.
Jedes Jahr werden 35 bis 50 Tonnen Karpfen, Schleie, Zander und Forellen aus den Ahlhorner Fischteichen herausgeholt. Eilert Tantzen bewertet die Ertragslage als „von Anfang an immer sehr angespannt“. Schon in den ersten Jahren hätten die Teichböden gedüngt werden müssen, da dort von Natur aus nicht genügend Fischnahrung gewachsen sei. Allerdings seien die Besatzfische aus den Ahlhorner Fischteichen bei Kunden sehr begehrt, weil sie frei von Fischkrankheiten seien.

### Forstwirtschaft
Die Staatliche Teichwirtschaft ist ein Betriebsteil des Forstamtes Ahlhorn. Dessen Revierförsterei Baumweg ist für die Unterhaltung der Waldbestände bei den Ahlhorner Fischteichen zuständig.

### Wasserwirtschaft
In unmittelbarer Nähe des Naturschutzgebietes betreibt der Oldenburgisch-Ostfriesische Wasserverband (OOWV) 27 Brunnen zur Versorgung des Oldenburger Landes mit Trinkwasser.

### Außerschulische Begegnungsstätten und Lernorte

#### Blockhaus

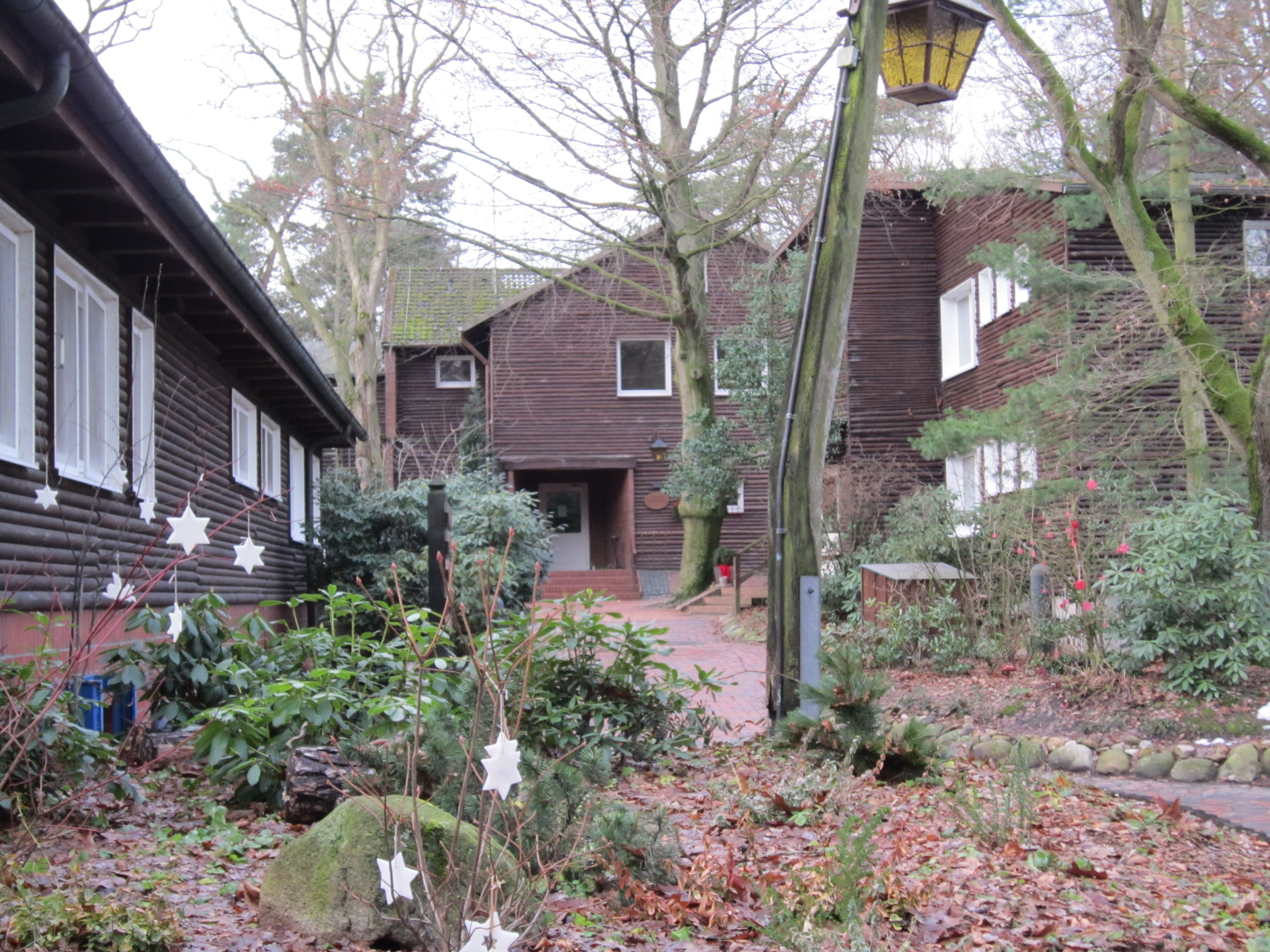
Häuser der Jugendbegegnungsstätte Blockhaus Ahlhorn

Auf dem Buhlertsberg im Zentrum der Ahlhorner Fischteiche steht das Ahlhorner Blockhaus. Die Idee zum Bau einer Gemeinschaftsstätte an dieser Stelle hatte 1932 Carl Röver, damals Ministerpräsident des Landes Oldenburg und Gauleiter des NSDAP-Gaues Weser-Ems. Baubeginn war 1934, 1937 wurde das Blockhaus zum Gaukameradschaftsheim erweitert. 1945 wurde der Komplex als Strafgefangenenlager der Britischen Armee genutzt.
Von 1946 bis 2020 diente das Blockhaus Ahlhorn als evangelisches Jugendheim in der Trägerschaft der Evangelisch-Lutherischen Kirche in Oldenburg. Es wurde bis 2021 vorrangig als Jugendbegegnungsstätte geführt. Allerdings hat sich die Einrichtung vermehrt für informelle Gruppen und Einzelreisende geöffnet und beherbergte zuletzt bis zu 200 Übernachtungsgäste.
Während der COVID-19-Pandemie in Deutschland blieb das Blockhaus Ahlhorn 2020 und 2021 geschlossen. Bereits 2020 hatte die Synode der Oldenburger Kirche die endgültige Schließung der Einrichtung wegen hoher finanzielle Zuschüsse und einem erheblichen Investitionsstau beschlossen. 2022 wurde die Jugendbegegnungsstätte vom Landkreis Oldenburg übernommen. Eine erste Veranstaltung unter der neuen Trägerschaft war 2022 ein internationales Jugendtreffen mit insgesamt 180 Teilnehmern aus Deutschland, den Niederlanden, Frankreich, Italien und der Ukraine. 2022 waren ukrainische Geflüchtete in dem Komplex untergebracht worden.

#### St. Petri Kapelle

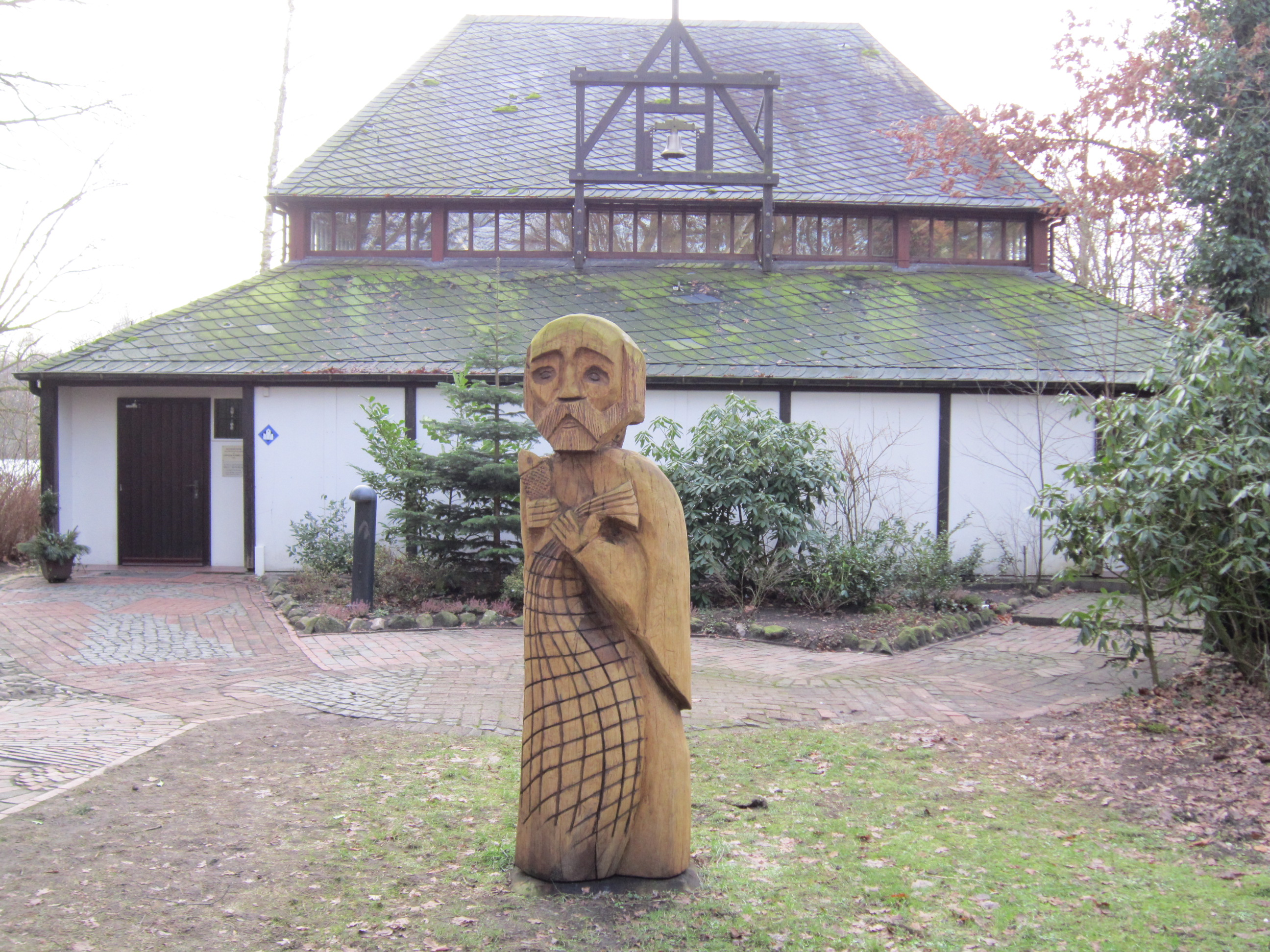
St. Petri-Kapelle am Kirchsee

Seit 1982 befindet sich in der Nähe des Blockhauskomplexes die St. Petri-Kapelle. Dabei handelt es sich um eine „Bartning-Notkirche (Typ D)“, die ursprünglich 1950 in Steinfeld (Oldenburg) aufgebaut worden war und 1982 auf das Gelände der Ahlhorner Fischteiche umgesetzt wurde. Insgesamt 19 solcher als Gemeindezentrum bezeichneten Notkirchen des Typs D wurden nach 1945 im gleichen zweckmäßigen Stil in Deutschland errichtet, um evangelischen Gemeinden Räume für Gottesdienste, aber auch für die Gemeindearbeit zur Verfügung zu stellen. Die Orgel in der Kapelle stammt aus dem Jahr 1990. Die erste Petrus-Figur aus Pappelholz wurde 1992 vor der Kapelle aufgestellt; da sie rasch verwitterte, wurde sie 2009 durch eine neue Figur ersetzt.

#### Waldpädagogikzentrum Ahlhorn
Das Waldpädagogikzentrum Ahlhorn, ein außerschulischer Standort in der Umweltbildung, liegt in der Nähe des Blockhauses zwischen mehreren Ahlhorner Teichen. Das Forstamt trägt die Verantwortung für den arbeits- und erlebnispädagogischen Teil während des Aufenthaltes der Schüler. Rund 20.000 Kinder und Jugendliche aus allen nördlichen Bundesländern verbrachten hier in vier Jahrzehnten unter der Betreuung der jeweiligen Jugendwaldheimleiter und unter der Anleitung der Forstwirte erlebnisreiche Tage.

### Gastronomie

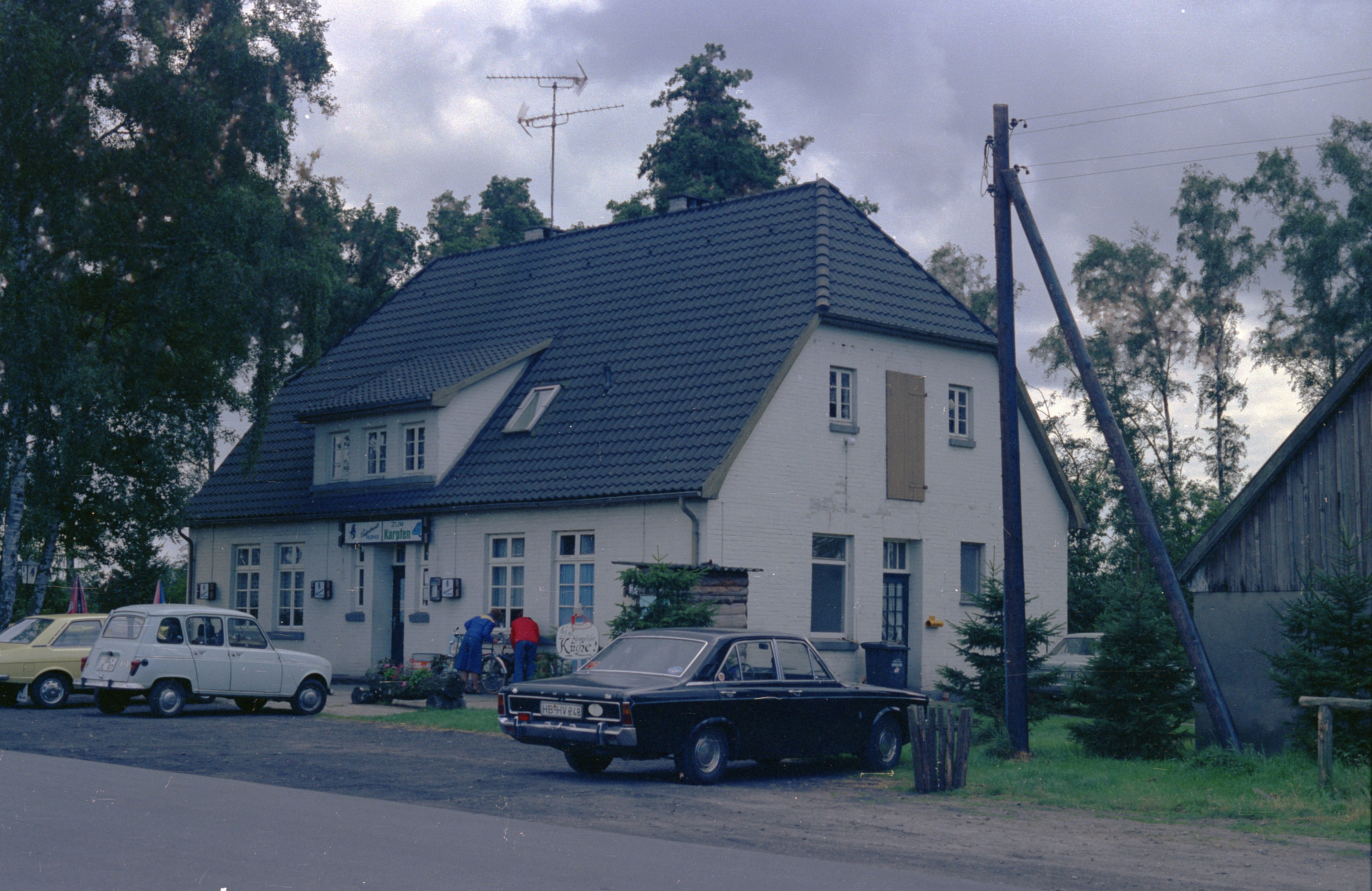
Inzwischen abgerissener ehemaliger Gasthof „Zum Karpfen“ bei den Ahlhorner Fischteichen

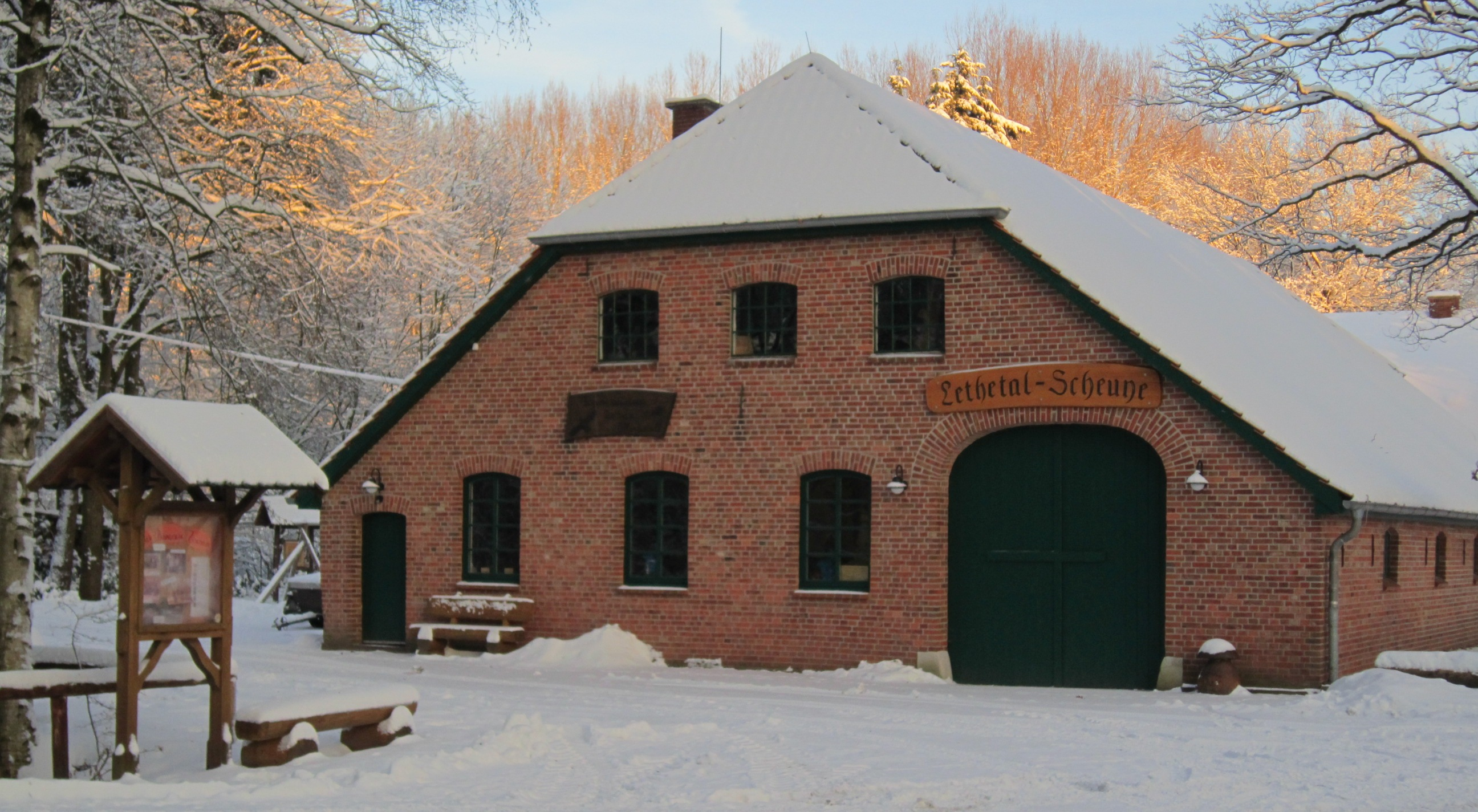
Lethetalscheune

Südlich des Parkplatzes an der Weggabelung zur Teichwirtschaft stand bis 1987 das Gasthaus „Zum Karpfen“. Es wurde 1987 wegen seiner Unwirtschaftlichkeit und wegen Baumängeln abgerissen. Als gastronomische Alternative steht heute an Veranstaltungstagen der Teichwirtschaft das Café in der Lethetalscheune zur Verfügung.

## Naturschutz
Das NSG Ahlhorner Fischteiche ist Rückzugs- und Lebensraum vieler seltener Pflanzen und Tiere.

### Pflanzen
Im Sinne der FFH-Richtlinie gelten die in Geestseen wie den Ahlhorner Fischteichen vorkommenden Strandlings- und Zwergbinsengesellschaften als schutzwürdig.
Botaniker konnten in dem Naturschutzgebiet 237 Gefäßpflanzen sowie 35 Moos-Arten nachweisen. Nach der Roten Liste der gefährdeten Gefäßpflanzen für Niedersachsen und Bremen gelten 27 der im Gebiet der Ahlhorner Fischteiche vorkommenden Wasser- und Uferpflanzen als gefährdet. Im hinteren Bereich der Talsperren stehen sektorial beachtliche Torfschichten an, die stellenweise von Gagelsträuchern bewachsen sind.
Die Bewirtschaftungsmaßnahmen der Teichwirtschaft ermöglichen es, dass die periodisch abgelassenen Teiche, besonders in Trockenjahren, Pionierpflanzen, wie z. B. Froschlöffel und Zweizahn, gute Entwicklungsmöglichkeit bieten.

### Tiere
In den Anfangsjahren gab es Bestrebungen seitens der Fischereidirektoren der Teichwirtschaft, „Fischfresser“ (d. h. Fischreiher, Taucher, Blässhühner, Wasserratten, Fischotter, Füchse und Wildenten) „kurzzuhalten“. So wurden 1931 108 Fischreiher erschossen. Eine Bejagung Fisch fressender Landtiere ist im Naturschutzgebiet heute nur noch ausnahmsweise zulässig.

#### Fische
Für das im Naturschutzgebiet vorkommende Neunauge besteht ein ganzjähriges Fangverbot.

#### Vögel
Über 200 Vogelarten wurden im Naturschutzgebiet Ahlhorner Fischteiche gesichtet, darunter der Rothalstaucher, die Schellente, die Krickente und der Schwarzstorch.
Der „Landesverband Bürgerinitiativen Umweltschutz (LBU) Niedersachsen“ wendete sich 2002 gegen den Antrag des Forstamtes Ahlhorn, in den Jahren 2002 bis 2005 im Bereich der Teichwirtschaft Ahlhorn je 30 Kormorane abschießen zu dürfen. Der LBU begründet dies damit, dass „Beeinträchtigungen von Natur und Landschaft […] bei Unterlassung des Vorhabens nicht zu erwarten“ seien.
Es gehört nicht zu den originären Aufgaben des Naturschutzes, Fischteiche zu fördern, sich um Maßnahmen der Bestandsregelung von Arten oder um das Wohlergehen von Satz- und Speisefischen zu kümmern. Die „Biologische Schutzgemeinschaft Hunte Weser-Ems“ (BSH) weist jedoch darauf hin, dass die Gefahr bestehe, dass Flachwasserbereiche verlanden und verbuschen, wenn die Berufsfischerei dort aufgegeben werde, und dass dann Quartiere für andere gewässerabhängige Vögel wie Taucher, Enten, Säger und Fischadler fehlten. Damit falle zugleich die an das offene Wasser gebundene Begleitfauna aus: Kröten, Frösche und Molche; Libellen und andere Wasserinsekten, aber auch weitere wirbellose Tiere wie Einzeller, Schwämme, Hohltiere, Moostierchen und Ringelwürmer wären betroffen.
Während die Ertragsverluste durch Graureiher und andere Fischfresser, die ihre Nahrung im Uferbereich jagen, bislang wirtschaftlich hätten ausgeglichen werden können, drohe auch extensiv wirtschaftenden Betrieben wie in Ahlhorn das Aus, seitdem zusätzlich Kormorane im Freiwasser jagten. Daraus zieht die BSH die Schlussfolgerung: „Auch in Naturschutzgebieten sollte heute die Kormoran-Ansiedlung in direkter Nachbarschaft zu fischereilich bedeutsamen Arealen nicht gefördert, sondern besser von Anfang an unterbunden werden.“ Der einseitig ausgerichtete Schutz der beiden großen fischjagenden Vogelarten (Fischreiher und Kormorane) an den Ahlhorner Teichen ginge, so die BSH, erheblich zu Lasten jener anderen Wirbeltierarten, deren Bestände von großer Bedeutung für den Erhalt einer besonders stark bedrohten Fauna sind.

#### Amphibien
An Amphibien wurden in den Teichen gefunden: Wasserfrosch (Rana esculenta), Grasfrosch (Rana temporaria), Laubfrosch (Hyla arborea), Erdkröte (Bufo bufo), Kreuzkröte (Bufo calamita) und Kammmolch (Triturus eristatus), Seefrosch (Rana ridibunda), Kleiner Wasserfrosch (Rana lessonae), Moorfrosch (Rana arvalis), Knoblauchkröte (Pelobates fuscus) und Fadenmolch (Triturus helveticus).

### Gefährdungen des Ökosystems
Die gegen Ende des 20. Jahrhunderts veränderte Bewirtschaftung der Ländereien an der oberen Lethe hatte erhebliche Auswirkungen auf die ökologischen Abläufe im Teichgebiet. Dadurch ist die Wasserspende aus der oberen Lethe deutlich zurückgegangen. Durch die intensive Landwirtschaft im Bereich der oberen Lethe wird der Fluss seit langem sehr stark mit Nährstoffen und Spritzmitteln belastet, die die Natur im Naturschutz- und FFH-Gebiet Ahlhorner Fischteiche nachhaltig schädigen. Es kommt zu Algenblüten mit nachfolgender Verschlammung und schwindender Wasserqualität der Teiche. Dadurch wird die Nahrungskette geschädigt, Flora und Fauna verarmen. Es war ein starker Rückgang der Brutpaare bei den Wasservögeln zu erkennen.
Die Situation verschärfte sich durch die Grundwasserentnahme des Oldenburgisch-Ostfriesischen Wasserverbandes (OOWV), der Brunnen in unmittelbarer Nähe der Lethe und der staatlichen Teichwirtschaft betreibt. Dadurch kommt es zu verstärkten Wasserversickerungen in den Teichböden. Im April 2009 war der Wassermangel im Teichgebiet so erheblich, dass Frischwasser erforderlich war, um die Jungforellenzucht zu gewährleisten.
Ein großes Problem stellt die Verockerung des Oberflächenwassers der Lethe dar, vor allem unterhalb der Lethetalsperre. Die Leiter des Projekts „Hunte 25“ schlugen im März 2009 eine Reduzierung der Stickstoffeinträge in die Lethe als „wirksame und nachhaltige Maßnahme“ vor.
Im November 2008 stellte die „Biologische Schutzgemeinschaft Hunte Weser-Ems“ den Antrag, den Einzugsbereich der Lethe in ihrem Quellbereich zum Schutz der Ahlhorner Fischteiche unter Naturschutz zu stellen. Der Landkreis Cloppenburg als Untere Naturschutzbehörde lehnte den Antrag ab. Im November 2010 kritisierte die BSH, dass das Land Niedersachsen seinen Verpflichtungen aus Art. 6 der FFH-Richtlinien nicht nachkomme, indem es keine wirksamen Maßnahmen gegen die Einbringung von Nährstoffen und Chemikalien über die Lethe in die Fischteiche und gegen die übermäßige Grundwasserentnahme durch den OOWV ergreife.
In den 2010er Jahren verschärfte sich die Situation. 2017 enthielten die Zuflüsse aus der Lethe in die Teiche 37 Milliliter Nitrat pro Liter, das nachrückende Grundwasser sogar 67 Milliliter pro Liter, da nach wie vor die Flächen im Oberlauf der Lethe überdüngt werden. Vom Nitrat verbleibt ein Großteil in den Teichen, was daran erkennbar ist, dass das Wasser der Lethe unterhalb der Fischteiche nur noch einen Nitratgehalt von 5 Millilitern pro Liter aufweist. Die durch die Eutrophierung der Teiche ausgelöste Algenblüte in warmen Sommern vernichtet einen Großteil des Sauerstoffs in ihnen. Dadurch werden Tiere und Pflanzen im Teichwasser abgetötet und seltene Pflanzenarten werden durch „Allerweltsarten“ ersetzen. Die Teiche würden als „Kläranlage“ missbraucht.
Forstamtsleiterin Regina Dörrie forderte 2019 die Naturschutzbehörden in den Landkreisen Oldenburg und Cloppenburg auf, Maßnahmen zu veranlassen, durch die die unter Naturschutz stehenden Teiche vor einem „Exitus“ durch Wasser- und Sauerstoffmangel bewahrt werden. Ansonsten sei die Aberkennung des Schutzstatus des FFH-Gebiets zu befürchten.